# Freddie Benavides
Pour les articles homonymes, voir Benavides.
Alfredo Benavides (né le 7 avril 1966 à Laredo, Texas, États-Unis) est un joueur de champ intérieur jouant en Ligues majeures de baseball de 1991 à 1994 pour Cincinnati, Colorado et Montréal.
Il est présentement l'un des instructeurs des Reds de Cincinnati.

## Carrière
Joueur à la Texas Christian University de Fort Worth au Texas, Freddie Benavides est un choix de deuxième ronde des Reds de Cincinnati en 1987. Il commence sa carrière dans le baseball majeur avec les Reds le 14 mai 1991. Il joue un total de 98 parties pour Cincinnati en deux saisons, obtenant 58 coups sûrs et 20 points produits. 
À l'automne 1992, il est sélectionné par la nouvelle franchise des Rockies du Colorado au repêchage d'expansion. Laissé sans protection par les Reds, il est le 28e joueur sélectionné au total. Benavides maintient une moyenne au bâton de ,286 en 74 parties pour Colorado lors de leur saison inaugurale en 1993.
Échangé aux Expos de Montréal contre deux joueurs des ligues mineures, Benavides y complète sa carrière en 1994. Il ne frappe que pour ,188 en 47 parties pour les Expos avec six points produits. Il est employé surtout comme substitut à Mike Lansing au deuxième but.
Freddie Benavides joue 219 matchs dans la Ligue majeure. Sa moyenne au bâton en carrière est de ,253 avec 135 coups sûrs, quatre coups de circuit, 52 points produits et 53 points marqués. En défensive, il a surtout joué aux postes d'arrêt-court (105 matchs) et de deuxième but (95 matchs).
Après sa carrière, Benavides est pendant 15 ans instructeur en ligues mineures dans l'organisation des Reds de Cincinnati, dont il devient en en 2014 instructeur des joueurs d'avant-champ.